# Klaus Schmidt (mathématicien)
Pour les articles homonymes, voir Klaus Schmidt,Schmidt.
Klaus Schmidt (né le 25 septembre 1943 à Vienne) est un mathématicien autrichien et professeur à la retraite à la Faculté de mathématiques de l'université de Vienne. 

## Biographie et travaux
Après des études de mathématiques à l'université de Vienne, Klaus Schmidt a obtenu un doctorat en 1968 sous la direction d'Edmund Hlawka, avec une thèse intitulée « Über die Gleichverteilung von Folgen bezüglich einer Folge von Maßen ». Il a été professeur invité à l'université technique de Vienne, à l'université de Manchester en 1969, au Bedford College (1969-1974) et à l'université de Warwick de 1974 à 1994, puis professeur  à l'université de Vienne. Il a pris sa retraite en 2009. En 1975/76, il est invité de K. R. Parthasarathy  et passe 7 mois au Centre de Delhi nouvellement créé de l'Institut indien de statistiques (Parthasarathy travaillait alors à l'Institut indien de technologie de Delhi). 
En 1994, Schmidt a reçu le prix Ferran Sunyer i Balaguer. Il est membre de l'Académie autrichienne des sciences. 
Ses recherches concernent entre autres la théorie ergodique et ses liens avec l'arithmétique, l'algèbre commutative, l'analyse harmonique, les algèbres d'opérateurs et la théorie des probabilités.

## Publications
- K. R. Parthasarathy et Klaus Schmidt, Positive definite kernels, continuous tensor products, and central limit theorems in probability theory, Springer Verlag, coll. « Lecture Notes in Mathematics » (no 272), 1972.
- Klaus Schmidt, « From infinitely divisible representations to cohomological rigidity », dans R. Bhatia (éditeur), Analysis, Geometry and Probability, Hindustan Book Agency et  Springer-Verlag, coll. « Texts and Readings in Mathematics (vol. 10) », 1996 (ISBN 978-81-85931-12-8 et 978-93-80250-87-8, DOI 10.1007/978-93-80250-87-8_10, lire en ligne)
- Allen Gut et Klaus Schmidt, Amarts and set function processes, Springer-Verlag, coll. « Lecture Notes in Mathematics (vol. 1042) », 1983, 258 p. (ISBN 3-540-12867-0)[3].
- Klaus Schmidt, Algebraic ideas in ergodic theory, Amer. Math Soc., coll. « CBMS Lecture Notes (vol. 76) », 1990 (présentation en ligne)[4].
- Klaus Schmidt, Dynamical systems of algebraic origin, Birkhauser Verlag, coll. « Progress in Mathematics (vol 128) », 1995 — réimpression 2012.